# Denticulobasis garrisoni
Denticulobasis garrisoni – gatunek ważki z rodziny łątkowatych (Coenagrionidae). Występuje w Amazonii; znany tylko z dwóch znacznie od siebie oddalonych stanowisk w departamencie Amazonas w skrajnie południowej Kolumbii i stanie Rondônia w zachodniej Brazylii.